# 岸田翔太郎
岸田翔太郎（日语：／ Kishida Shotaro ?，1991年1月14日—）是日本自由民主黨籍政治人物，現任内閣總理大臣秘書官，曾任三井物產人員。

## 經歷
岸田翔太郎出生於廣島縣廣島市，是家裡長子。2014年畢業於慶應義塾大學法學部。2020年3月，他從三井物產退休，隨後加入了其父親眾議院議員岸田文雄的辦公室，擔任秘書。
2022年10月4日，岸田翔太郎被委任為内閣總理大臣秘書官。自福田達夫以來首次任命首相的子女擔任首相秘書。
2023年6月1日，他在總理官邸與親屬舉行忘年會，並在紅毯樓梯上拍攝了類似組閣照片的紀念照，對此承擔責任並辭去總理秘書一職。繼任者為山本高義，曾是翔太郎的前任首相秘書。